# فلافر سافر
فلافر سافر (تعرف أيضاً باسم CGN-89564-2)، هي طماطم معدلة وراثياً، وأول غذاء مُعدّل وراثياً يُزرع تجارياً يُمنح ترخيصاً للاستهلاك البشري. طوّرته
```
شركة 
Calgene
 في كاليفورنيا في الثمانينيات من القرن الماضي.
[
1
]
 تتمتع هذه الطماطم بعمر تخزين محسن وهي أكثر مقاومة للفطريات واللزوجة المتزايدة قليلاً مقارنة بنظيرتها غير المعدلة.
[
2
]
 من المفترض أن يتم حصادها بعد النضج لزيادة النكهة ليتم شحنها لمسافات طويلة.
[
1
]
 تحتوي فلافر سافر على اثنين من 
الجينات
 المضافة بواسطة شركة Calgene؛ جين 
المضاد الاتجاه
 لعديد الجلاكتوروناز المعكوس الذي يثبط إنتاج الإنزيم المتعفن المذكور أعلاه والجين المسؤول عن تكوين APH (3 ') II، 
[
3
]
 والذي يمنح مقاومة لبعض 
المضادات الحيوية
 من زمرة الأمينوغليكوزيد بما في ذلك 
كاناميسين
 
ونيومايسين
.
[
4
]
 تم تقديم المنتج إلى إدارة 
الغذاء والدواء الأمريكية
 (FDA) في عام 1992م.
[
2
]
 في 18 مايو 1994م 
[
5
]
 أكملت إدارة الغذاء والدواء تقييمها لطماطم فلافر سافر واستخدام APH (3 ') II، وخلصت إلى أن الطماطم «آمنة مثل الطماطم التي يتم زراعتها بالوسائل التقليدية» و«أن استخدام aminoglycoside 3'-phosphotransferase II آمن كمعالجة مساعدة في تطوير أنواع جديدة من الطماطم 
وزيت بذور اللفت
 والقطن والمعدة للاستخدام الغذائي.» تم بيعه لأول مرة في عام 1994م، ولم يكن متاحاً إلا لبضع سنوات قبل توقف الإنتاج في عام 1997م.
[
6
]
 حققت شركة Calgene إنجازاً تاريخياً، لكن التكاليف المتزايدة حالت دون تحقيق الشركة أرباحاً، 
[
7
]
 واستحوذت عليها 
شركة مونسانتو
 في النهاية.
[
1
]
```

## مميزات
تتمتع الطماطم بعمر افتراضي قصير تبقى فيه صلبة وناضجة. قد يكون هذا العمر أقصر من الوقت اللازم للوصول إلى السوق عند شحنها من مناطق الزراعة الشتوية إلى الأسواق في الشمال، ويمكن أن تؤدي عملية التليين أيضاً إلى تلف المزيد من الفاكهة أثناء النقل. إذا تم قطف الطماطم وهي ناضجة، يمكن أن تفسد قبل الوصول إلى المستهلكين البعيدين بسبب عمرها القصير. لمعالجة هذا الأمر، غالباً ما يتم قطف الطماطم المعدة للشحن وهي غير ناضجة، أو «خضراء»، ثم يتم إنضاجها قبل التسليم مباشرة من خلال استخدام غاز الإيثيلين الذي يعمل بمثابة هرمون نباتي. الجانب السلبي لهذا النهج هو أن الطماطم لا تكمل عملية نموها الطبيعية، ونتيجة لذلك تتأثر النكهة النهائية.
من خلال الهندسة الوراثية، كانت شركة Calgene تأمل في إبطاء عملية نضج الطماطم وبالتالي منعها من أن تصبح طرية مبكراً، مع السماح للطماطم بالاحتفاظ بلونها الطبيعي ونكهتها. مما سيسمح لها ذلك بالنضج الكامل على العريشة مع استمرار شحنها لمسافات طويلة دون أن تصبح طرية. استخدم علماء شركة Calgene الطفيلي البكتيري المعدل Agrobacterium tumefaciens لنقل المادة الوراثية إلى خلايا نبات فلافر سافر. حيث عادة ما «تصيب» البكتيريا النباتات بجينات غريبة كجزء من دورة حياتها. تمت إزالة المادة الوراثية الطفيلية الضارة من الـT-plasmid البكتيري واستبدالها بالجينات المرغوبة.
أصبحت طماطم فلافر سافر أكثر مقاومة للتعفن من خلال إضافة جين اتجاه معاكس والذي يتداخل مع إنتاج إنزيم Beta polygalacturonase . يساهم الإنزيم عادة في التلف عن طريق تحلل البكتين في جدران الخلايا ويؤدي إلى جعل الفاكهة طرية مما يجعلها أكثر عرضة للتلف بسبب الإصابات الفطرية.
طماطم فلافر سافر خيبت آمال الباحثين في هذا الصدد، لأن الجين المضاد للبكتيريا PG كان له تأثير إيجابي على العمر الافتراضي، ولكن ليس على قساوة الفاكهة. أصبحت طماطم فلافر سافر طريًة جداً بحيث لا يمكن قطفها آلياً ونقلها بشكل موثوق عند حصادها أثناء نضجها، لذلك كان لا يزال يتعين حصاد الطماطم مثل أي طماطم أخرى غير معدلة. النكهة المحسنة، التي تم تحقيقها لاحقاً من خلال الزراعة التقليدية لـ فلافر سافر والأصناف ذات المذاق الأفضل، ستساهم في بيع فلافر سافر بسعر ممتاز في السوبر ماركت.
تحتوي فلافر سافر أيضاً على جين مقاوم للكاناميسين. أعطى هذا الجين الخلايا البكتيرية والبلاستيدات الخضراء مقاومة جيدة للعديد من المضادات الحيوية، بما في ذلك الكاناميسين. حيث تم استخدام الجين المقاوم للكاناميسين أثناء مرحلة تكوين الطماطم وذلك لمساعدة العلماء على التعرف على النباتات التي تحتوي على الجينات المضافة بنجاح. فالكاناميسين مركب سام للبلاستيدات الخضراء وقاتل لبعض النباتات. عندما عرّض الباحثون نباتات الطماطم لمستويات عالية من الكانامايسين، نجت النباتات التي كانت تحتوي على الجينات المضافة فقط.

## الجدل
ذكرت إدارة الغذاء والدواء الأمريكية أن وضع العلامات الخاصة على هذه الطماطم المعدلة لم يكن ضرورياً لأنها تتمتع بالخصائص الأساسية للطماطم غير المعدلة وراثياً. وعلى وجه التحديد، لم يكن هناك دليل على وجود مخاطر صحية، وأيضاً لم يتغير المحتوى الغذائي فيها. وفقاً للسياسة الموجودة في ذلك الوقت، كانت المنتجات المعدلة وراثياً يتم تعليمها فقط إذا كان هناك تغيير كبير تم إجراؤه. لم يتم إخضاع معظم الكائنات المعدلة وراثياً لوضع العلامات الإلزامية، مما سمح للغالبية العظمى من الأطعمة المعدلة وراثياً المباعة تجارياً بأن تظل غير معلمة.
بقيت طماطم فلافر سافر معلمة على أنها معدلة وراثياً، على الرغم من أن هذا لم يكن شرطاً. تم انتقاد سياسة عدم وجود ملصق لدى إدارة الغذاء والدواء لأن الناس يعتقدون أن المستهلكين يستحقون الحق في معرفة ما هو موجود في طعامهم. كما تم الاستشهاد بمخاوف تتعلق بالسلامة.[بحاجة لمصدر] تم إرسال آلاف التعليقات إلى إدارة الغذاء والدواء الأمريكية للمطالبة بتغيير الإرشادات الخاصة بوضع العلامات. ومع ذلك، لا تزال إدارة الغذاء والدواء الأمريكية لا تنفذ الملصقات الإلزامية للأغذية المشتقة من التكنولوجيا الحيوية حتى يناير 2022م.
لم يثق البعض في سلامة الطماطم. نظراً لأن بعض الناس كانوا مضللين بشأن التكنولوجيا الجينية، فقد خشي الناس من أن تكون فلافر سافر وغيرها من المنتجات المعدلة وراثياً خطرة على صحة الإنسان أو البيئة.[بحاجة لمصدر] قاطع بعض الطهاة وموزعي المواد الغذائية طماطم فلافر سافر ورفضوا بيعها في متاجرهم. قال جيرمي ريفكين، ناشط مناهض للتكنولوجيا الحيوية، «قد تكون هذه الطماطم حميدة، لكن [فلافر سافر] قد تظهر لاحقا أنها سامة.»  وأسس حملة الغذاء النقي، التي عارضت إدخال الأطعمة المعدلة وراثياً في الأسواق الاستهلاكية.
يُعزى فشل فلافر سافر إلى قلة خبرة شركة Calgene في مجال زراعة الطماطم وشحنها.

## معجون الطماطم
في المملكة المتحدة، أنتجت شركة Zeneca معجون طماطم يستخدم تقنية مماثلة لـ فلافر سافر. شارك دون جريرسون في البحث لصنع الطماطم المعدلة وراثياً. نظراً لخصائص الطماطم، كان إنتاجها أرخص من معجون الطماطم التقليدي، مما أدى إلى أن المنتج أرخص بنسبة 20 ٪. بين عامي 1996م و1999م، تم بيع 1.8 مليون علبة، وتم تصنيفها بوضوح على أنها معدلة وراثياً، وذلك في سلاسل المتاجر الكبرى مثل سينسبري وSafeway UK . في وقت من الأوقات، فاقت مبيعات المعجون المعدل معجون الطماطم العادي، لكن المبيعات تراجعت في خريف عام 1998م.
نشر مجلس العموم في المملكة المتحدة تقريراً ذكر فيه أن انخفاض المبيعات خلال هذه الفترة كان مرتبطاً بتغيير تصورات المستهلكين عن المحاصيل المعدلة وراثياً. حدد التقرير عدة عوامل محتملة، بما في ذلك تصنيف المنتج وحملات الضغط واهتمام وسائل الإعلام بهذا الموضوع. وخلصت إلى أن نغمة التقارير الإعلامية حول هذا الموضوع حدث لها «تحول جذري» رداً على حادثة شهيرة تم فيها طرد الدكتور أرباد بوستاي، الباحث في معهد رويت للأبحاث، بعد أن أدلى بادعاء متلفز بشأن الآثار الصحية الضارة لدى فئران المختبر التي تتغذى على نظام غذائي من البطاطا المعدلة وراثيا (انظر قضية Pusztai). أدت مراجعة وشهادة الأقران اللاحقة من قبل الدكتور بوزتاي إلى استنتاج لجنة اختيار العلوم والتكنولوجيا بمجلس النواب أن ادعاءه الأولي «تناقض مع أدلته الخاصة». في الفترة الفاصلة، تعهدت متاجر سينسبري وسيفوي بعدم بيع أي من منتجات علامتهما التجارية على منتجات معدلة وراثياً.

## روابط خارجية
- "Test Tube Tomato" مقطع فيديو مدته عشر دقائق يقدم لمحة عامة عن فلافر سافر والجدل حوله.
- «الطماطم المعدلة وراثياً» «الغرض: إظهار جمهور القراءة العام (ربما لقراء مجلة علمية شهيرة) أن المحاصيل المعدلة وراثياً ضرورية وآمنة للاستهلاك من خلال مناقشة تطوير محصول ناجح معدّل وراثياً، طماطم فلافر سافر.»